# Canari
 Canari  es una comuna y población de Francia, en la región de Córcega, departamento de Alta Córcega, en el distrito de Bastia y cantón de Sagro-di-Santa-Giulia.
Su población en el censo de 2008 era de 325 habitantes.
Está integrada en la Communauté de communes du Cap Corse .

## Demografía
| 533 | 583 | 358 | 331 | 291 | 323 |
| Para los censos de 1962 a 1999 la población legal corresponde a la población sin duplicidades (Fuente: INSEE [Consultar]) |     |     |     |     |     |